# Архангельская волость (Ставропольский уезд)
Архангельская во́лость — административно-территориальная единица в составе Ставропольского уезда Самарской губернии. Административный центр — село Архангельское.

## История
Волость образована в результате земской реформы Александра II 1861 года.

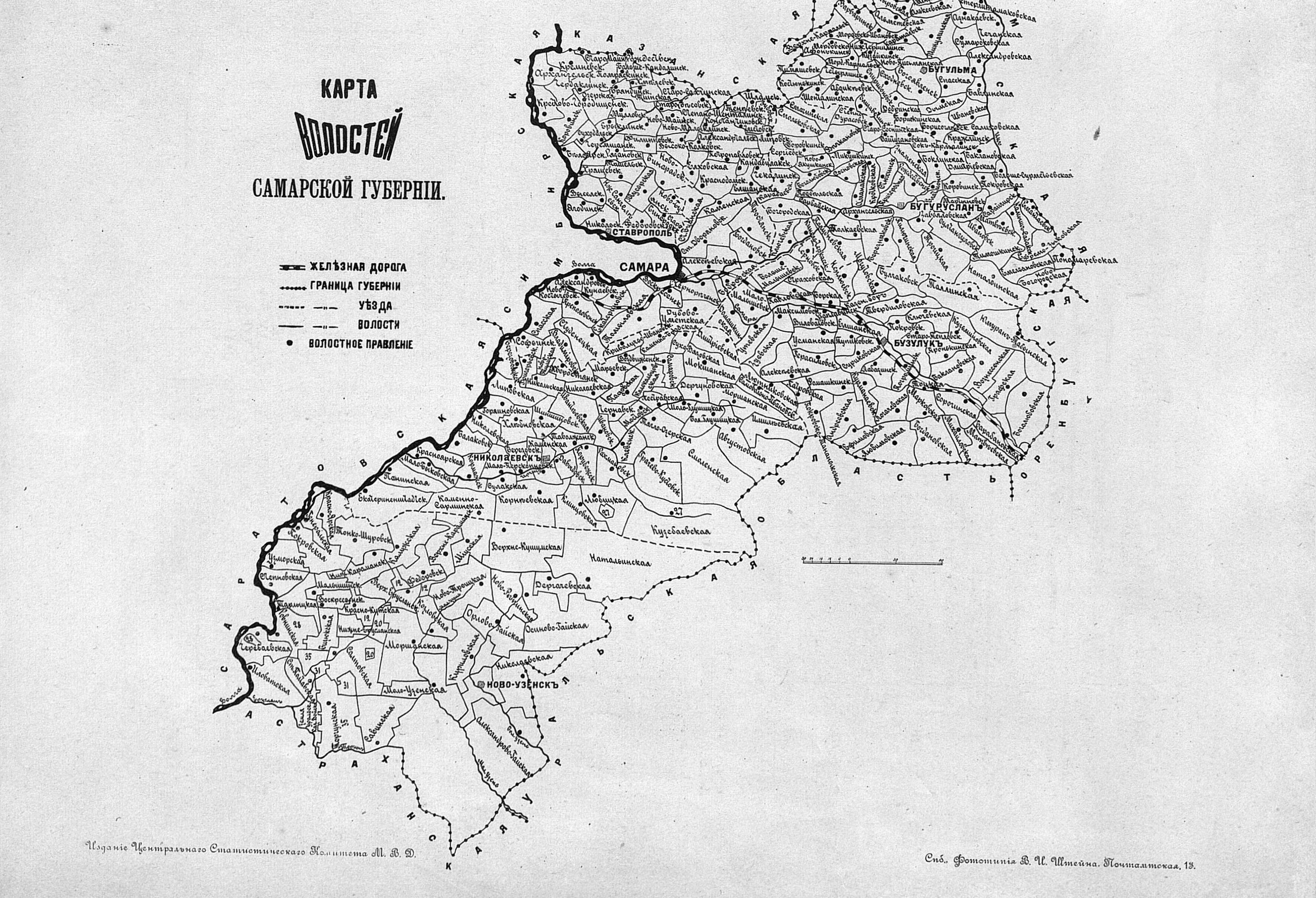
Карта волостей Самарской губернии.

В ходе укрупнения волостей, 7 июня 1928 года Архангельская волость была упразднена, а её территория включена в состав Чердаклинского района.
Ныне вся территория бывшей Архангельской волости входит в состав Чердаклинского района Ульяновской области.

## Административное деление
На 1889 год в состав Архангельской волости входили: Архангельское, Ботьма, Сосновка, Алексеевка, Ерзовка, Большое и Малое Пальцино, Петровка, Юрманки и Юрьевка.
На 1890 год в Архангельской волости было: 10 селений, 1365 крестьянских дворов, в которых жило 9826 человек.
На 1900 год в состав Архангельской волости входили следующие населённые пункты: Архангельское, Ботьма, Сосновка, Алексеевка, Ерзовка, Большое и Малое Пальцино, Петровка, Юрманки и Юрьевка, а также усадьбы и хутора.
На 1900 год в Архангельской волости было: 10 селений, усадьбы и хутора, в которых жило 8699 человек.
На 1910 год в Архангельской волости число селений не изменилось.
В 1918 году была введена новая единица местного органа власти и административно-территориального деления — сельсовет. Была проведена новая граница административно-территориального деления Архангельской волости, в которую вошли те же населённые пункты.
По состоянию на 1 января 1928 года, сельсоветы Архангельской волости вошли в состав Чердаклинской волости Мелекесского уезда.